# الضحية 2
الضحية 2 (بالإنجليزية: Sinister 2)‏ هو فيلم رعب تم إنتاجه في الولايات المتحدة وصدر في سنة 2015. الفيلم من إخراج كيران فوي وكتابة روبرت سي كارجيل وسكوت ديريكسون. من بطولة شانين سوسامان وجيمس رانسون وتيت إلينجتون.

## القصة
تجد أم نفسها مع طفليها التوأم (9 سنوات) محاصرين في منزل من قبل روح شريرة تسعى لاستنزاف أرواح الطفلين والتحكم بهما.

## الميزانية والإيرادات
بلغت تكلفة إنتاج الفيلم حوالي 10 ملايين دولار.

## وصلات خارجية
- الضحية 2 على موقع IMDb (الإنجليزية)
- الضحية 2 على موقع ميتاكريتيك (الإنجليزية)
- الضحية 2 على موقع روتن توميتوز (الإنجليزية)
- الضحية 2 على موقع قاعدة بيانات الأفلام العربية
- الضحية 2 على موقع ألو سيني (الفرنسية)
- الضحية 2 على موقع أول موفي (الإنجليزية)
- الضحية 2 على موقع بوكس أوفيس موجو (الإنجليزية)
- الضحية 2 على موقع فيلمافينيتي (الإسبانية)
- الضحية 2 على موقع قاعدة بيانات الأفلام السويدية (السويدية)
- الضحية 2 على موقع قاعدة بيانات الفيلم (الإنجليزية)